# Velebitsko
 Velebitsko  — хорватская пивная торговая марка, продукция которой производится пивоварней Ličanka, расположенной в деревне Донье Пазариште (хорв. Donje Pazarište), недалеко от города Госпич в западной области Лика. Торговая марка названа в честь горного массива Велебит, в рамках которого и расположена пивоварня.

## История
Velebitsko производится с 1997 года, года основания небольшой пивоварни Ličanka. Для производства используется горная вода из источника, расположенного на высоте 700 метров над уровнем моря. Продажа пива ограничивается сравнительно небольшим количеством магазинов и общепита на территории Хорватии.

## Ассортимент продукции
Ассортимент пива Velebitsko включает три сорта:
- Velebitsko Pivo  — премиальный светлый лагер с содержанием алкоголя 5 %;
- Velebitsko Tamno  — тёмный лагер с содержанием алкоголя 6 %;
- Kasačko Pivo Vilinbor  — специальное полутёмное пиво, относится к сезонному пиву мерцен (от нем. Märzen, что означает «мартовского»). Имеет содержание алкоголя 5,3 %. Производится ограниченными партиями путём промышленного смешивания сортов Velebitsko Pivo и Velebitsko Tamno.